# 742 км (Ульяновська область)
742 км (рос. 742 км) — залізнична казарма в Інзенському районі Ульяновської області Російської Федерації.
Населення становить 3 особи. Входить до складу муніципального утворення Сюксюмське сільське поселення.

## Історія
Від 2004 року входить до складу муніципального утворення Сюксюмське сільське поселення.

## Населення
1. Н/Д[2]